# Konrad Dreher

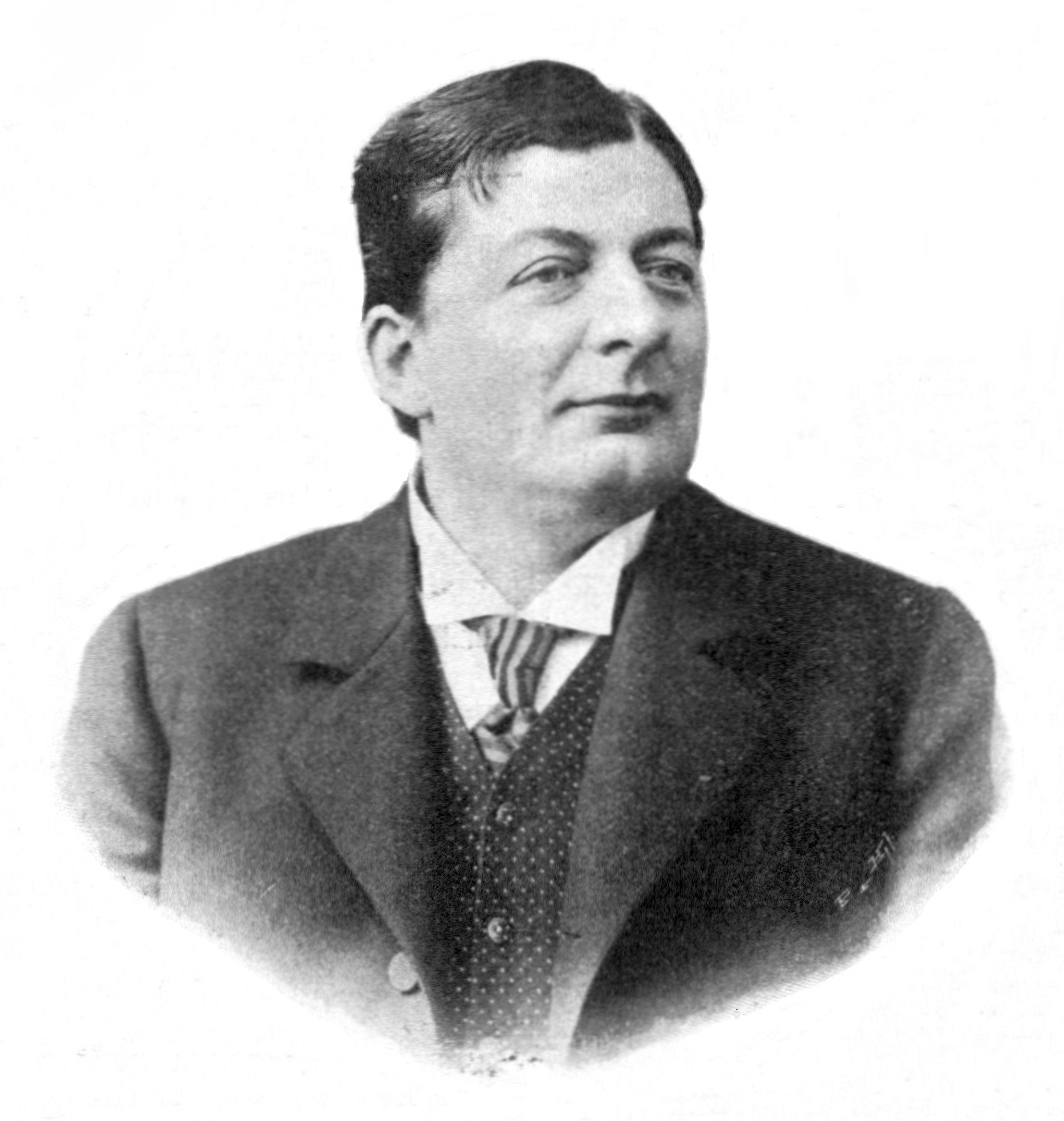
Aufnahme um 1904

Konrad Dreher, auch Conrad Dreher, (* 30. Oktober 1859 in München; † 7. Dezember 1944 in Fessenheim, Landkreis Donau-Ries) war ein deutscher Film- und Theaterschauspieler, Charakter- und Gesangskomiker in der Stimmlage Tenorbuffo.

## Leben

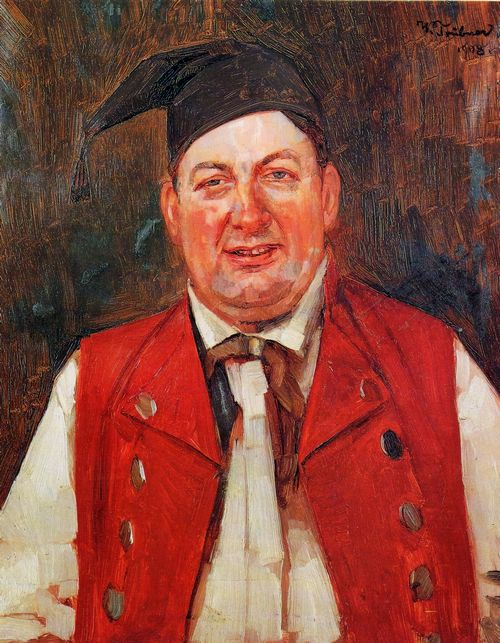
Porträt von Wilhelm Trübner, 1908

Konrad Dreher wurde als Sohn eines Schreiners in München geboren. Sein Vater, Heinrich Dreher, war psychisch krank und seit 1860 Patient in der Giesinger Heilanstalt. Nach einer abgebrochenen Lehre als Kaufmann wandte er sich der Schauspielerei zu. Er debütierte u. a. an den Theatern von Augsburg, Wiesbaden, Frankfurt am Main und Ingolstadt. Am Münchener Gärtnerplatztheater machte er sich in der Darstellung von sogenannten „Volksstücken“ einen Namen, in denen er in bayerischer Mundart Szenen des Alltagslebens zur Aufführung brachte.
Bereits als Zwanzigjähriger stand er erstmals auf der Bühne des Münchner Theaters in dem Lustspiel Die beiden Reichenmüller von Anton Anno. Nach einem kurzen Abstecher an das Ringtheater in Wien, kehrte der Künstler an seine Heimatbühne zurück, um in der Erstaufführung des Bettelstudent die Partie des Kerkermeisters „Enterich“ zu übernehmen. Drehers Gespür und „komisches Talent für parodistische Kunstgriffe spiegelt sich bereits in seinen jungen Darstellerjahren, in denen er bezeugt, Sarah Bernhardt 'im besten Frauenalter' in einer ihrer 'großen modernen Partien' als Kameliendame... weit weniger 'outriert', als ihre Werbekampagnen erwarten ließen. In seiner travestierten Verkörperung der sich prächtig selbstvermarktenden Femme fatale, von ihm selbst als 'Cameliendamenparodie' betitelt, entbehrt seiner weniger fatal als unbeholfen wirkende, schlaksig-kantige Gestalt tatsächlich jeglichen Ausdruck verführerischer Unwiderstehlichkeit“ (Ponte 2015, S. 41 f). Die steile Karriere nahm seinen Lauf: „Bald spielt er auch den Valentin im 'Verschwender' und den Schneider Zwirn, daneben seinen köstlichen Frosch in der 'Fledermaus'. Und als der Zauber seiner Persönlichkeit bereits Wurzel schlägt, wirft ihm das Glück den Scharfrichter Ko-Ko im 'Mikado' in den Schoß und nicht lange darauf den Bader Zangerl in Raucheneggers unverwüstlichem 'Jägerblut', zwar nicht seine wichtigste, aber vielleicht populärste Rolle“ (Bayerisches Staatstheater am Gärtnerplatz 1965, S. 108). Schließlich folgte als Krönung seiner schauspielerischen Laufbahn die Ernennung zum „Königlich bayerischen Hofschauspieler“.
1892 gründete Konrad Dreher, zusammen mit dem Schuhplattler Xaver Terofal, den er 1889 in Berlin kennenlernte, in Schliersee das Schlierseer Bauerntheater. Am Freitag, den 24. Juni 1892 fand die erste öffentliche Aufführung vor ausverkauftem Haus statt. Gespielt wurde Benno Raucheneggers Jägerblut.
Im Unterschied zu anderen Theatern traten beim Schlierseer Bauerntheater keine Berufsschauspieler auf, sondern einfache, aber talentierte Metzger, Schreiner, Gastwirte, Näherinnen, Stubenmädchen, Bauern etc. Diese Form der Aufführung fand großen Anklang und lockte die städtische Bevölkerung in das Theater, um das "echte ländliche Leben" zu sehen. Besonders beliebt waren die Bauernstücke Der Hergottschnitzer von Ammergau und Die Zuwiderwurzen.
Mit seiner Truppe unternahm Konrad Dreher viel umjubelte Gastspielreisen, u. a. nach Österreich, in die Schweiz sowie in die USA (1895/96). In den Vereinigten Staaten von Amerika erfreute sich der Komiker und Charakterdarsteller großer Beliebtheit, insbesondere bei den deutschen Auswanderern. Dort gab er 1909 und 1912 Solo-Vorstellungen.
Jahr für Jahr kehrte der beliebte Künstler an das Gärtnerplatztheater zurück: „Das Jahr 1907 brachte für München die Erstaufführung der Operette 'Der fidele Bauer' mit Dreher in der Titelrolle. Der profilierte Komiker konnte sich da in einem ausgewogenen, sauber empfundenen Volksstück als Charakterdarsteller zeigen, während er bald hernach als Senffabrikant Dotterweich in der 'Spanischen Fliege' wieder ein Kabinettstück kräftigen Humors lieferte... Im November 1934 betrat der Fünfundsiebzigjährige als Schuster Weigel in 'Mein Leopold' nochmals die Stätte seines früheren Wirkens. Diese gemütvolle Leistung kannte keine falsche Sentimentalität. Der Künstler selbst war es, der den gerührten Frauen die Träne mit einem Lächeln aus dem Augenwinkel wischte“ (Bayerisches Staatstheater am Gärtnerplatz 1965, S. 108).
Dreher hinterließ Aufnahmen auf Edison-Cylindern und wirkte als Darsteller und Autor nach dem Ersten Weltkrieg in einigen stummen Filmen mit. 1918 stand er im Kontakt mit dem Schriftsteller Ludwig Thoma, der für ihn ein Stück schreiben wollte.

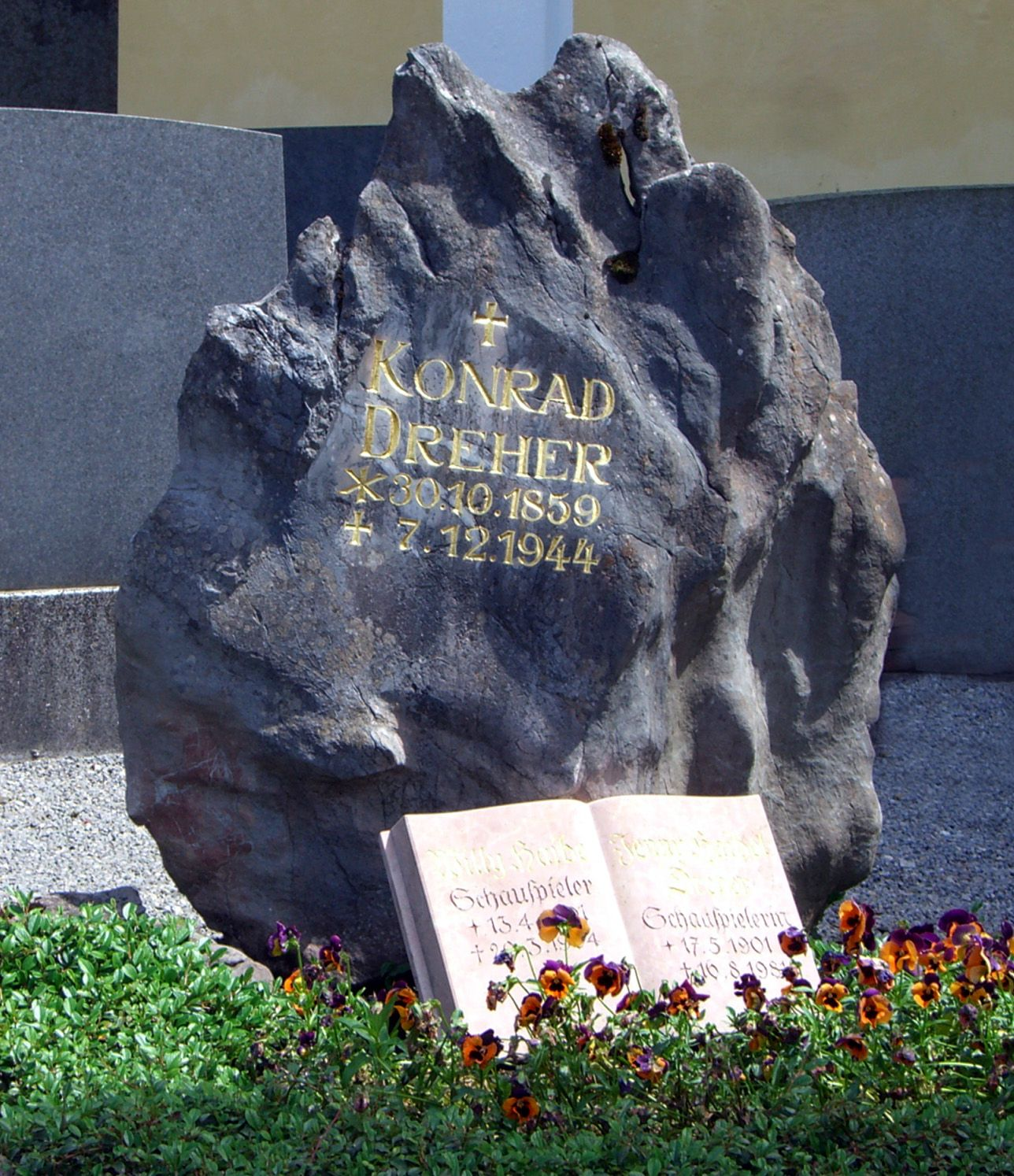
Konrad Drehers Grab in Schliersee

1939 zog sich der beliebte Schauspieler, den Adolf Hitler anlässlich seines 80. Geburtstags zum „Staatsschauspieler“ ernannte, vom Theater zurück. Während des Krieges wurde er evakuiert, starb am 7. Dezember 1944 in Fessenheim im Donau-Ries und wurde auf dem Friedhof Schliersee begraben.
In Münchner Stadtteil Hadern erinnert ein Wirtshaus an den Künstler, in gleichnamiger Straße.

## Werke
Auch als Autor verschiedener Gedichtbände trat Konrad Dreher in Erscheinung:
- Lustige Jagd. 25 Zeichnungen von Hugo Engl mit Gedichten in oberbayerischer Mundart. Bonz, Stuttgart 1884.
- Die Schußzeit. Humoristisches Jagdbuch in oberbayerischer Mundart. Bassermann, München 1886.
- Der Juhschroa. Gedichte in oberbayerischer Mundart. Mit 25 Illustrationen Münchener Künstler. Bassermann, München 1888.
- Kirchweih. Gedichte in oberbayerischer Mundart. Illustriert von Münchener Künstlern. Deutsche Verlags-Anstalt, Stuttgart u. a. 1889.
- Münchner Originale. Deutsche Verlags-Anstalt, Stuttgart u. a. 1894.
- als Herausgeber: Waldhornlieder. Jagdlieder aus alter und neuer Zeit. Weber, Leipzig 1905.
- mit Franz Pocci: Kunterbunt. Mit lustigen Versen und Erzählungen. Dietrich, München 1910.
- Abreiß-Kalender meines Lebens. Knorr & Hirth, München 1929 (Autobiografie).

## Filmografie (Auswahl)
- 1915: Der Tyrann von Muckendorf (sein erster Film)[2]
- 1918: Der müde Theodor
- 1918: Die blonden Mädels vom Lindenhof
- 1919: Ganz der Großpapa [Rolle: Tobias Freudenberg, Rentier]
- 1919: König Krause
- 1919: Lolos Vater [Rolle: Fritz Klemm, pensionierter Briefträger]
- 1919: Mein Leopold [Rolle: August Weigelt, Schuhwarenfabrikant]
- 1920: Hasemanns Töchter
- 1920: In der Sommerfrisch'n (auch Drehbuch)
- 1920: Doktor Klaus [Rolle: Lubowski, Kutscher]
- 1921: Der kleine Muck [Rolle: Sultan][3]
- 1921: Der Zechpreller (Drehbuch)

## Tondokumente
- Humoristisches Allerlei. Edison Goldguß Walze Nr. 15 469
- Unmodern und modern. Edison Goldguß Walze Nr. 15 743
- Da ist auch Wasser in dem Wein, Couplet.[4] Edison Goldguß Walze Nr. 16 387[5]